# Universidade de Aarhus

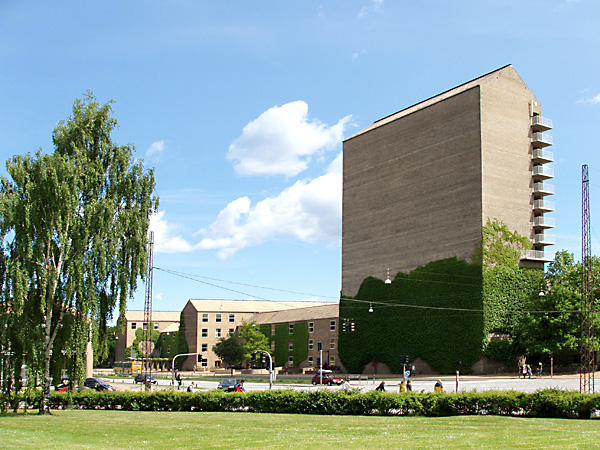
Universidade de Aarhus

A Universidade de Aarhus (em dinamarquês Aarhus Universitet), fundada em 1928, é a segunda maior universidade da Dinamarca, superada apenas pela Universidade de Copenhague. Fica localizada em Århus.

## Ligação externa
- Página oficial